# 난카이 가게야마 신임 감독 급사 소동
난카이 가게야마 신임 감독 급사 소동(일본어: 南海蔭山新監督急死騒動)은 1965년 11월 13일에 쓰루오카 가즈토의 후임으로서 난카이 호크스의 차기 감독으로 부임했던 가게야마 가즈오 수석 코치가 그로부터 불과 나흘 뒤인 11월 17일에 급사한 것에 의해서 생긴 소동이다.

## 가게야마 신임 감독으로 부임할 때까지의 배경
전임 감독이던 쓰루오카 가즈토는 1939년에 호세이 대학 졸업과 동시에 당시로서는 파격적인 계약금을 받고 난카이군(당시)에 입단했다. 금방 첫 두 자릿수(10개)의 홈런(전쟁 전의 프로 야구는 날아가지 않는 공을 사용했다)을 기록하면서 홈런왕 타이틀을 석권했으나 그 해의 오프를 끝으로 군에 소집되었다. 1946년부터 프로 야구가 재개되자마자 선수 겸 감독으로서 팀에 복귀했고 전후 리그 첫 해에는 구단 최초로 리그 우승을 달성했다. 1952년에 은퇴한 이후에는 전임 감독을 맡아 ‘기동력 야구’, ‘100만 달러의 내야진’, ‘400피트 타선’, ‘스코어러 정보를 중시한 데이터 야구’ 등과 같은 아이디어로 팀을 황금 시대로 이끌었고, 두 차례에 걸쳐 일본 시리즈에 우승하는 등 빛나는 기록을 세웠다.
그러나 예전부터 구상해 왔던 총감독을 구단직으로 둔다는 계획안이 백지화된데다가(쓰루오카는 감독이면서도 동시에 사실상 총감독이었다) 주력의 한 축인 히로세 요시노리가 A급의 10년차 선수가 받는 보너스를 놓고 구단과 마찰을 일으키는 상황까지 발생하자 감독을 사퇴할 생각까지 하기에 이르렀다. 그 해의 일본 시리즈에서 요미우리 자이언츠에게 처음으로 일본 시리즈 연패를 저지당하면서 용퇴 결단을 내렸고 후임 감독으로는 전 수석 코치였던 가게야마 가즈오가 부임하게 되었다.
가게야마는 난카이에 입단한 지 2년째가 되던 1951년에 타율 3할 1푼 5리를 기록하면서 구단 역사상 최초로 신인왕을 차지했다. 1959년 끝으로 현역에서 은퇴한 이듬해 1960년부터는 수석 코치로 활동했는데 1962년에 개막 질주에는 실패하여 B클래스에 떨어지는 등 성적이 부진했던 책임감에서 “지휘관이 나쁘면 부대가 전멸한다”라는 말을 남겼고 6월부터 휴양 생활에 들어간 쓰루오카 감독을 대신해 감독 대행으로서 팀의 지휘를 맡았다(8월에 쓰루오카가 감독으로 복귀).

## 가게야마 신임 감독의 사망 관련 보도
난카이 호크스에서 단일 리그 시절부터 통산 10차례의 우승, 두 차례의 일본 시리즈 우승을 이끌었던 쓰루오카가 용퇴하여 해설자로 전향한 것을 두고 “아깝다!”라는 목소리가 나왔지만 산케이 스왈로스의 미즈노 시게오 구단주와 도쿄 오리온스의 나가타 마사이치 구단주가 영입 의사를 밝혔다. 미즈노는 가네다 마사이치의 요미우리로 이적함에 따라 약해진 팀을 다시 일으켜 세우고자 쓰루오카를 초빙할 생각이었고 나가타는 1960년에 리그 우승한 이후 하위권(B클래스)에서 저공비행을 거듭하고 있는 팀의 재건과 센트럴 리그의 선수 유출 저지를 꾀하고 있었다. 이에 대해 쓰루오카는 도쿄로 나가서 이야기를 듣기로 했는데 그 직후에 “난카이 호크스 신임 감독인 가게야마 가즈오가 부신크리제로 급사했다”라는 내용의 언론 보도가 나왔다.

## 쓰루오카 전임 감독의 감독 복귀
가게야마는 “난카이를 이대로 내버려 둔다면 가까운 시일 내에 황금 시대는 영영 오지 않는다”라고 말해 현실을 통감하고 있어서 그 타개책을 모색하고 있었는데 이것이 노이로제가 되어 감독 취임 후에는 브랜디를 달고 살고 수면제를 복용해야 겨우 잠을 이룰 수 있는 상태에 이르렀다. 취임 나흘 뒤인 11월 17일, 친어머니가 잠결에 이상한 기척을 느껴 119에 신고했고 병원으로 이송돼 심폐소생술을 받았으나 향년 38세의 나이로 사망했다. 병원에 옮겨졌을 때 “노무라에게 뭔가 전해줘….”라고 쉰 목소리로 중얼거렸던 것이 마지막 말을 남겼다.
가게야마가 사망한 날에는 쓰루오카가 도쿄로 찾아가서 미즈노·나가타 두 구단주와 이야기를 나누기로 한 날이었지만 가게야마의 급사 소식을 들은 쓰루오카는 도쿄행 도카이도 신칸센 표를 찢어 버리고 “나는 다른 데는 안 간다”라고 중얼거렸다. 이 시점에서 쓰루오카는 산케이 또는 도쿄의 감독을 맡지 않겠다는 결심을 굳혔고 실제로 미즈노·나가타 두 구단주도 쓰루오카의 영입을 포기했다. 참석한 장례식 자리에서 쓰루오카는 “내가 죽인 거나 다름없다”라고 말했다. 쓰루오카 본인은 이 시점에서 어느 구단에 입단하고 싶었는지에 대해서는 구체적으로 밝히지 않았다고 한다.
가게야마의 급사로 후임 감독 문제에 대한 논의가 급부상했다. 유력한 차기 감독 후보로는 유키 스스무와 오카모토 이사미가 있었으나 두 사람 모두 고사하면서 전 감독이던 쓰루오카의 복귀를 원했다. 그런 바람은 선수들 쪽에서도 나왔는데 주포인 노무라 가쓰야는 “두목이 안 돌아오면 야구 그만두겠다”라는 말까지 했다. 쓰루오카는 망설이다가 결국 감독 복귀를 결심했고 난카이와 3년 계약을 맺고 감독으로 복귀했다.
쓰루오카가 복귀한 이듬해 1966년 시즌 성적은 79승 3무 51패를 기록하여 3년 연속 퍼시픽 리그 우승을 달성했지만 일본 시리즈에서는 요미우리에게 패했다. 1967년에는 난카이가 양대 리그 출범 이후 처음으로 B클래스에 해당되는 4위로 내려가며 시즌을 마쳤다. 1968년에는 2위를 기록했지만 이 해를 끝으로 쓰루오카는 23년 간에 걸친 난카이 감독직에서 물러났고 후임으론 이이다 도쿠지가 부임했다.